# Gerhard John (Politiker)
Gerhard John (* 19. Juni 1908 in Berlin; † 24. September 1963 ebenda) war ein deutscher Politiker (CDU).
Gerhard John besuchte die Borsig-Realschule am Lausitzer Platz in Berlin-Kreuzberg und machte eine Lehre als Schmied und Rohrleger. Er legte anschließend als Externer das Abitur an der Oberrealschule in Berlin-Lichterfelde und studierte an der Technischen Hochschule Danzig. John trat zum 1. November 1929 der NSDAP bei (Mitgliedsnummer 160.496), allerdings zum 1. April 1930 wieder aus. Ab 1934 war er Heizungsingenieur und Inhaber der Firma Gerhard R. John in Berlin-Neukölln. Ein erneuter Beitrittsversuch zur NSDAP scheiterte 1941.
Nach dem Zweiten Weltkrieg trat John 1945 der CDU bei und wurde bei der ersten Berliner Wahl 1946 in die Bezirksverordnetenversammlung im Bezirk Neukölln gewählt. Bei der Wahl 1954 wurde er in das Abgeordnetenhaus von Berlin gewählt, dem er bis zum Ende der Legislaturperiode im Februar 1963 angehörte.